# 塔氏擬刮食杜父魚
塔氏擬刮食杜父魚，為輻鰭魚綱鮋形目杜父魚亞目杜父魚科的其中一種，為溫帶海水魚，分布於西北太平洋日本北海道及俄羅斯遠東地區海域，棲息深度5-40公尺，體長可達5.9公分，棲息在砂石底質底層水域，生活習性不明。